# Tempestade tropical Cindy (2017)
A tempestade tropical Cindy foi o primeiro ciclone tropical que tocou terra na Luisiana desde o furacão Isaac em 2012. A terceira tempestade nomeada da temporada de furacões no Atlântico de 2017, Cindy formou-se a partir de uma ampla área de baixa pressão que se desenvolveu no noroeste do mar do Caribe para perto da península de Iucatã em meados de junho de 2017. O distúrbio organizou-se gradualmente à medida que dirigia-se para o norte no Golfo do México, e foi designado pela primeira vez como um ciclone tropical potencial pelo Centro Nacional de Furacões a 19 de junho, antes de se organizar numa tempestade tropical ao dia seguinte. Enquanto movia-se lentamente para o noroeste, a intensificação de Cindy foi lenta devido aos efeitos do ar seco e a cisalhamento do vento de moderada a forte. Após atingir um pico com ventos sustentados de 60 mph (95 km/h) a 21 de junho, Cindy debilitou-se ligeiramente antes de tocar terra no sudoeste de Luisiana a 22 de junho. A tempestade debilitou-se rapidamente após mover para o interior e degenerou num remanescente baixo a 23 de junho sobre o Atlântico médio ao dia seguinte.
Ao chegar a terra na Luisiana, a tempestade gerou um pico de tempestade de 4,1 pés (1,2 m) e marés de até 6,38 pés (1,94 m) acima do normal na paróquia de Vermilion. No entanto, as inundações costeiras consistiram principalmente em inundações de estradas, enquanto produziu-se certa erosão nas praias. Devido à natureza débil de Cindy, só uns poucos lugares observaram ventos sustentados de força de tempestade tropical. Em consequência, o dano do vento foi geralmente menor. Como o ciclone tinha uma estrutura asimétrica, observaram-se fortes chuvas no sudeste de Mississippi, o sudoeste de Alabama e o longínquo oeste da Panhandle da Flórida, enquanto as menores quantidades de precipitação caíram sobre a Luisiana e Texas. A tempestade e os seus restos geraram 18 tornados em todo o leste dos Estados Unidos, o que causou danos por mais de $ 1.1 milhão (2017 USD). Em geral, os danos de Cindy totalizaram menos de $ 25 milhões. Atribuíram-se duas mortes ao ciclone, uma directa e outra indirecta.

## História meteorológica

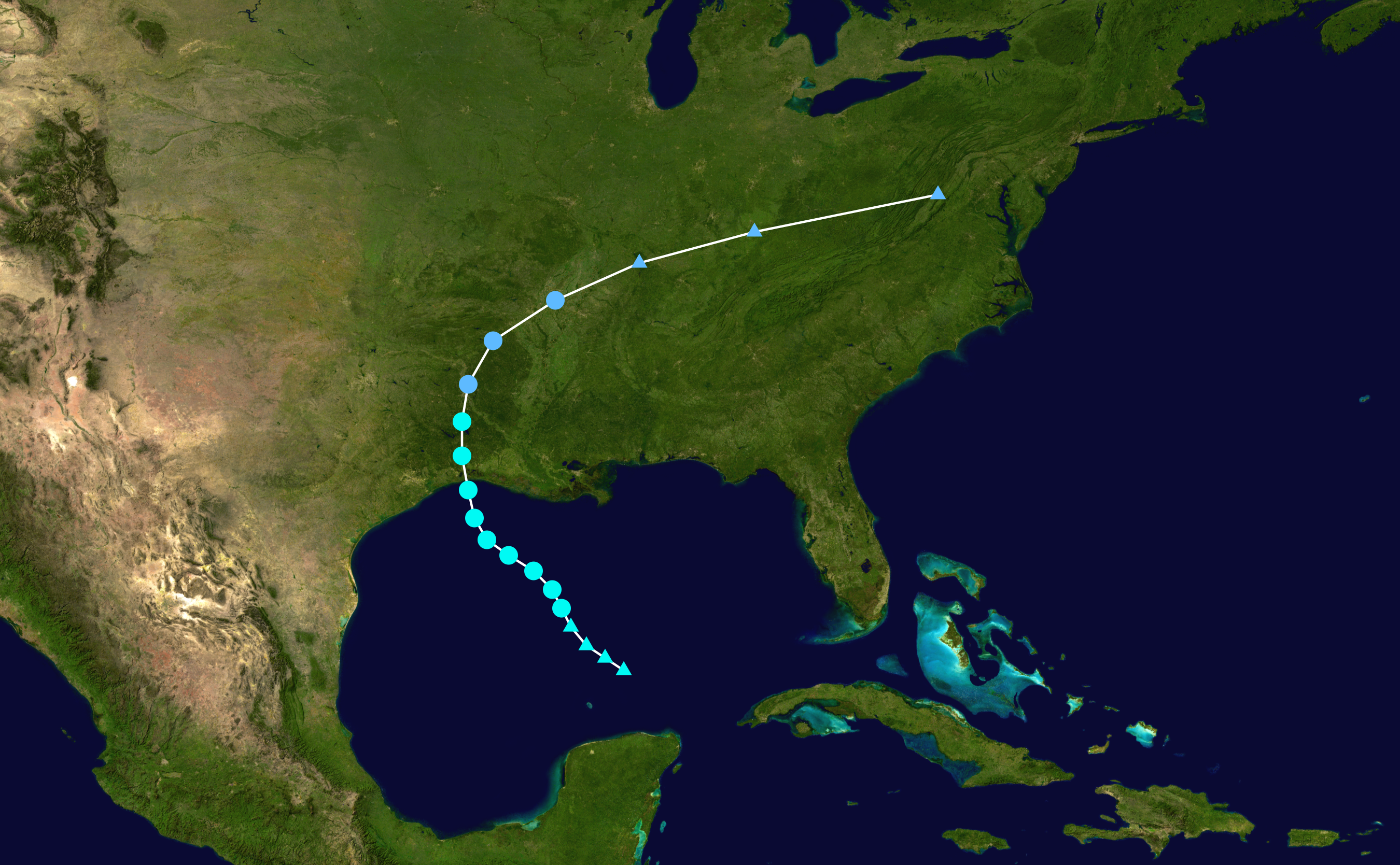
Mapa que traça a trajectória e a intensidade da tempestade, de acordo com a escala de furacões de Saffir-Simpson

Na segunda semana de junho, um grande giro ciclónico se desenvolveu no Mar do Caribe ocidental durante uma fase positiva da oscilação de Madden e Julian. A convecção viu-se favorecida por duas ondas tropicais: a primeira emergiu para o Oceano Atlântico desde a costa oeste da África a 4 de junho e atingiu o giro entre 14 e 15 de junho. Tão cedo como a 13 de junho, o Centro Nacional de Furacões (NHC) antecipou que desenvolver-se-ia uma área ampla de baixa pressão no Mar do Caribe noroccidental, que tinha o potencial de ciclogêneses tropical. A segunda onda tropical começou a interatuar com o giro a 17 de junho. dando como resultado o desenvolvimento de uma área ampla de baixa pressão mais tarde nesse dia. O sistema moveu-se de noroeste a noroeste sobre a península oriental de Iucatã a 18 de junho, acompanhado por ventos com força de vendaval em sua periferia oriental, mas sem uma circulação bem definida. Ao dia seguinte, os baixos mudaram-se ao Golfo do México com uma grande área de convecção desorganizada. Às 21:00 UTC de 19 de junho, o Centro Nacional de Furacões começou a emitir avisos sobre o possível ciclone tropical três, devido à ameaça do sistema ao longo da costa do Golfo dos Estados Unidos. Nesse momento, o sistema tinha múltiplas circulações e nenhum centro diferente. A princípios de 20 de junho, os caçadores de furacões observaram que vários centros convergiam numa única circulação a uns 325 mi (525 km) ao sul da Luisiana. O sistema transladou-se ao noroeste e ao noroeste ao redor de uma grande crista sobre o sudeste dos Estados Unidos.. Com estas observações, a perturbação foi designada como tempestade tropical Cindy, que se desenvolveu às 18:00 UTC de 20 de junho a umas 240 milhas (390 km) ao sul-sudoeste da desembocadura do rio Mississippi, segundo a maior organização do centro.

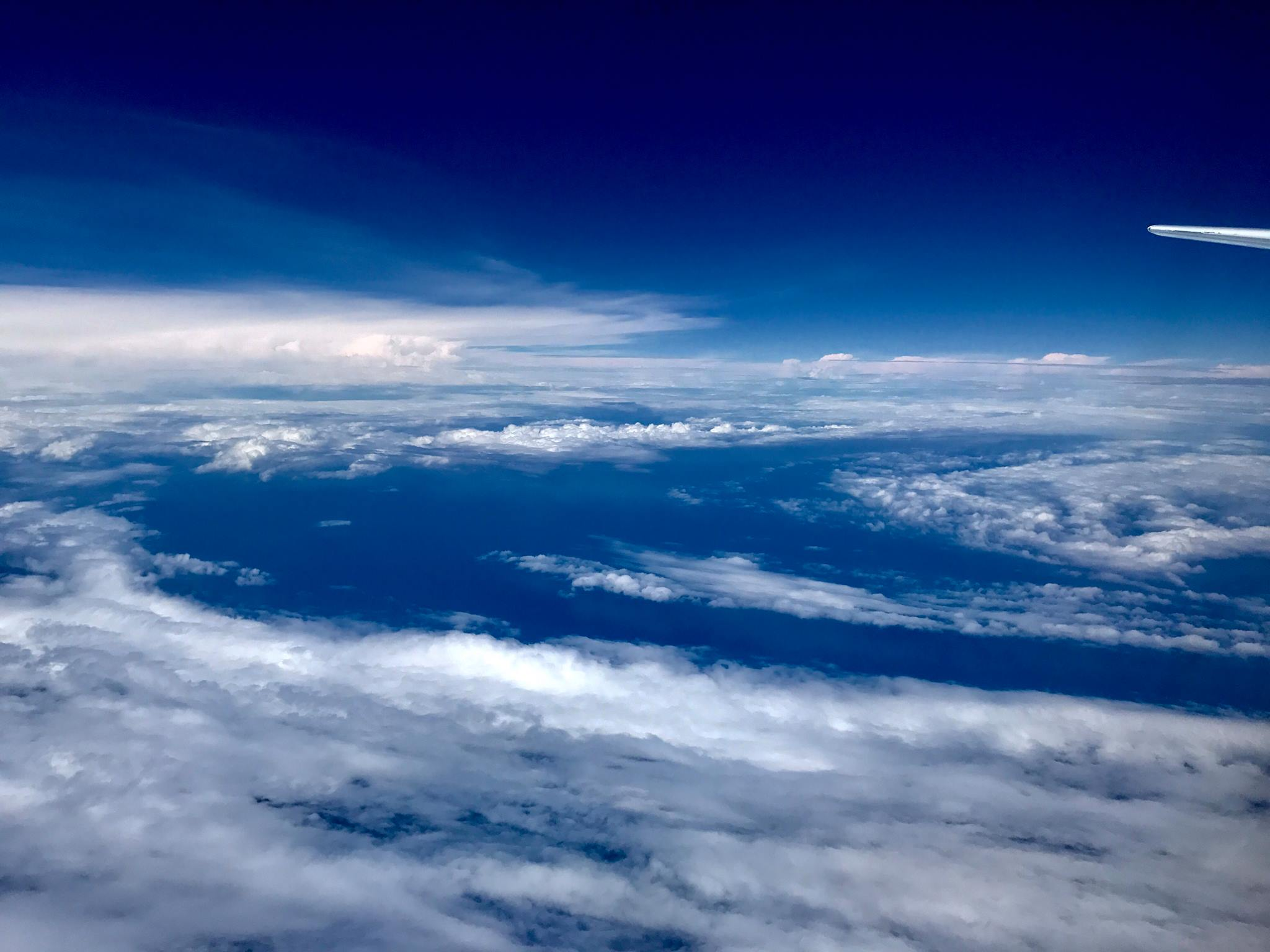
Cindy vista desde Douglas DC-8 durante um voo científico a 21 de junho de 2017

Cindy teve os seus ventos mais fortes ao nordeste e ao noroeste do centro na área primária de convecção. As tempestades elétricas estavam muito ao norte da circulação devido à forte cisalhamento do vento e o ar seco de nível médio. A começos de 21 de junho, apesar do aparecimento irregular do satélite, as observações dos caçadores de furacões e os barcos indicaram que a tempestade se intensificou para atingir ventos máximos sustentados de 60 mph (95 km/h) às 00:00 UTC. A ampla estrutura de Cindy e as condições relativamente desfavoráveis evitaram um maior fortalecimento. Ao redor desse tempo, o ciclone começou a mover-se de norte a noroeste. Às 09:00 UTC de 21 de junho, o Centro Nacional de Furacões observou que Cindy "não parece um ciclone tropical" e se parece mais a um ciclone subtropical, com uma grande circulação e a maior parte da convecção deslocada para o leste. A pressão tocou fundo ao redor de 991 milibares (29.3 inHg) a princípios de 22 de junho, apesar da sua aparência atípica no satélite; o único que o mantinha com características tropicais era uma rajáda de convecção que se produziu cerca do centro que envolvia o quadrante sudoeste da tempestade. Ao redor das 07:00 UTC desse dia, Cindy tocou terra no extremo sudoeste de Luisiana, ao leste de Sabine Pass, com ventos de 50 mph (85 km/h), o que converteu a Cindy na primeira tempestade nomeada que golpeou ao estado desde o furacão Isaac em 2012. Um rápido debilitamento produziu-se uma vez que se moveu terra adentro, e se debilitou a uma depressão pouco depois. Às 21:00 UTC, o Centro Nacional de Furacões emitiu o seu último aviso sobre Cindy e anunciou que o Centro de Predição do Clima (WPC) emitirá mais avisos. Cindy continuou perdendo as suas características tropicais à medida que debilitava-se gradualmente para o interior, e transladou-se a um remanescente baixo sobre Kentucky ocidental às 18:00 UTC de 23 de junho. O remanescente moveu-se deste a nordeste através da região dos Apalaches e se dissipou sobre os estados do Atlântico Médio ao dia seguinte.

## Preparações

### Caribe noroeste
Nos seus estágios de formação, o sistema precursor fez cair fortes chuvas em toda a Península de Iucatã, América Central, Ilhas Cayman, oeste de Cuba e Flórida.  Em 16 de junho, o Serviço Meteorológico da Jamaica emitiu um alerta nacional de inundações repentinas para áreas baixas e propensas a inundações.

### Estados Unidos

Imagem animada de satélite infrares de Cindy chegando a terra na Luisiana em 22 de junho

O NHC emitiu vários alertas e avisos de tempestade tropical em toda a costa norte do Golfo dos Estados Unidos . Os primeiros avisos foram emitidos às 21:00 UTC em 10 de junho, com um alerta de tempestade tropical de Intracoastal City, Louisiana, a High Island, Texas, e um aviso de tempestade tropical do rio Pearl a Intracoastal City. Às 09:00 UTC no dia seguinte, o alerta de tempestade tropical entre a cidade Interacoastal e Cameron, foi atualizado para um aviso de tempestade tropical. O alerta de tempestade tropical foi estendido para o oeste para High Island às 15:00 UTC em 20 de junho, enquanto o relógio de tempestade tropical foi modificado para se estender de High Island até San Luis Pass . Seis horas depois, o alerta de tempestade tropical foi substituído por um aviso de tempestade tropical. No início de 21 de junho, o alerta de tempestade tropical foi estendido para o leste até à divisão dos estados do Alabama – Flórida . Posteriormente, partes do aviso foram gradualmente retiradas, até que a última parte restante fosse interrompida às 15:00 UTC em 22 junho.
O Governador do Alabama Kay Ivey e o Governador de Luisiana John Bel Edwards declararam um estado de emergência para os seus respectivos estado. A Guarda Nacional de Reserva da Luisiana colocou 33 barcos em posições estratégicas e cerca de 10 veiculos de águas altas em 14 paróquias na Luisiana. Cerca de 125,000 refeições e 200,000 litros foram mudados para a Luisiana ela Agência Federal de Gestão de Emergências.

## Impacto

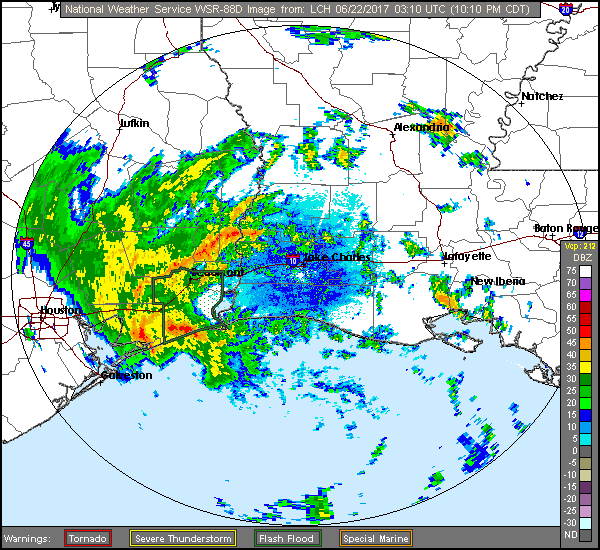
Imagem de radar de NWS Lake Charles de Cindy umas horas antes de landfall

Nos Estados Unidos, Cindy produziu fortes chuvas bem a leste de seu centro, com quantidades gerais de 180 a 250 mm de precipitação caindo sobre o sudeste do Mississippi, sudoeste do Alabama e o extremo oeste do Panhandle da Flórida, incluindo um pico total de 475 mm perto de Ocean Springs, Mississippi . Como resultado de sua estrutura assimétrica, Cindy produziu menos chuvas na Luisiana e no Texas, nas proximidades de onde a tempestade atingiu a costa. Devido à natureza fraca do ciclone, os ventos sustentados atingiram força de tempestade tropical em apenas alguns locais e, conseqüentemente, os danos causados pelo vento foram geralmente menores. O sistema e seus remanescentes geraram 18 tornados, todos EF-0 ou EF-1, com 6 no Alabama; 3 em Virgínia Ocidental ; 2 cada um na Flórida, Kentucky, Mississippi e Nova Jérsia ; e 1 na Pensilvânia .
Os danos da tempestade tropical Cindy foram inferiores a US $ 25 milhões.  Como Cindy era apenas uma fraca tempestade tropical ao atingir a costa no sudoeste da Luisiana, a maior velocidade de vento sustentada observada foi de 64 km/h no Aeroporto Regional de Lake Charles ; uma rajada de vento de pico de 84 km/h foi registado no mesmo local. Consequentemente, os impactos do vento em geral foram menores. A precipitação foi forte em algumas áreas, com pico de 199 mm em St. Martinville . Na paróquia de Cameron, as áreas baixas foram geralmente inundadas com cerca de 0,30 a 0,91 m de água, incluindo partes da Highway 27 perto de Hackberry e Highway 82 perto de Grand Chenier e entre Oak Grove e o rio Mermentau . Várias estradas foram inundadas na paróquia de Calcasieu, principalmente nas proximidades do Lago Charles. Ao longo da costa, a tempestade atingiu um pico de 1 a 2 m e as marés atingiram 1,94 m acima do normal; ambas as observações ocorreram no Canal de Água Doce na paróquia de Vermilion . Perto dali, as comunidades de Delcambre, Freshwater City e Intracoastal City foram inundadas com 0,30 a 0,91 m de água. Na freguesia de Iberia, as inundações costeiras causaram o encerramento de várias estradas – incluindo a Auto-estrada 83 perto de Lydia – e danificaram alguns equipamentos do Porto de Iberia. Embora bem no interior, partes da Paróquia de Calcasieu, especialmente Lake Charles, Sulphur e Westlake, sofreram enchentes devido à onda de tempestade impulsionada pelo vento subindo o rio Calcasieu .
Perto de Leakesville, Mississippi, fortes chuvas fizeram com que o rio Chickasawhay subisse quase 3 m e ultrapassar o estágio de inundação e transbordar as suas margens, derrubando uma ponte abandonada.  No litoral do condado de Hancock, Mississippi, mais de 300 ruas foram inundadas. Uma traineira de camarão metendo água foi resgatada pela Guarda Costeira por volta de 130 km offshore de Galveston, Texas .  Inúmeras ruas foram inundadas em todo o Alabama, e os cortes de energia em todo o estado chegaram a cerca de 4.300. As inundações repentinas aumentaram os níveis de bactérias em rios e riachos, com E. coli detectada no rio Coosa. Várias árvores foram derrubadas no condado de Walker .  A Tennessee Valley Authority reduziu os níveis de água em nove lagos em todo o estado para limitar as chances de enchentes. Dezenas de acidentes foram relatados em Memphis, Tennessee, devido aos fortes ventos e chuvas fortes; um motorista foi morto depois de sair da estrada e bater em um poste. Mais de meia dúzia de incêndios podem ter sido causados por Cindy. No auge da tempestade, pelo menos 10.000   moradores da cidade ficaram sem energia. A rodovia estadual 44 e a rodovia estadual 1 do Arkansas foram forçadas a fechar.  Em South Bend, Indiana, ventos fortes arrancaram parte do telhado de uma escola, danificando dez salas de aula. Estradas baixas próximas foram inundadas e equipes de emergência resgataram pessoas de veículos encalhados.

### Vitímas
Três mortes foram relatadas, duas diretas e indiretas, uma em cada no Alabama, Tennessee, e Texas.  Um menino de dez anos morreu em Fort Morgan, Alabama, após ser atingido no peito por um tronco carregado por uma grande onda.  Uma segunda fatalidade ocorreu na Península de Bolívar, Texas .
Uma casa em Lake Charles sofreu grandes danos depois que uma árvore caiu sobre ela,  enquanto uma árvore escavada pousou em uma casa móvel na Paróquia de Terrebonne, ferindo duas crianças.